# Đoàn Diên Khánh
Đoàn Diên Khánh là một nhân vật Hư cấu trong Tiểu thuyết Thiên long bát bộ của nhà văn Kim Dung. Y vốn có thân phận là thái tử của nước Đại Lý, nhưng do biến loạn mà thân thể tàn phế, lưu lạc giang hồ. Y nổi danh võ công thượng thừa, nội công thâm hậu, cùng với thủ đoạn tàn nhẫn, ác độc đến mức được người trong giang hồ phong làm Ác Quán Mãn Doanh (Thiên hạ Đệ nhất Ác nhân - Kẻ độc ác nhất trong thiên hạ), đứng đầu Tứ Đại Ác Nhân.

## Trong tiểu thuyết
Đoàn Diên Khánh nguyên là Thái tử Đại Lý, con của Thượng Đức đế Đoàn Liêm Nghĩa. Y có vai vế anh em con chú bác với các Hoàng đế Đại Lý sau này như Thượng Minh đế Đoàn Thọ Huy, Bảo Định đế Đoàn Chính Minh, cũng như Trấn Nam vương Đoàn Chính Thuần. Chú ruột là Khô Vinh Đại sư, trưởng lão tại Thiên Long tự, trưởng bối và là người giữ bí kíp Lục mạch thần kiếm của Đoàn thị.
Do bạo loạn của Dương Nghĩa Trinh, Thượng Đức đế Đoàn Liêm Nghĩa bị giết hại, bản thân Đoàn Diên Khánh bị loạn quân truy sát, tuy thoát được, nhưng thân thể cũng bị tàn phế. Hai chân y bị đánh gãy, trên người có vô số vết thương, cổ họng bị cắt không còn nói được. Vì thương thế quá nặng, lưu lạc ẩn tung, nên khi các trung thần Đại Lý tập hợp đánh bại Dương Nghĩa Trinh, cho rằng Đoàn Diên Khánh đã chết, nên đã tôn phò người anh họ của y là Đoàn Thọ Huy lên ngôi, gọi là Thượng Minh đế.
Sau cùng, ông bị Mộ Dung Phục giết chết khi giải cứu Đoàn Dự

## Phim ảnh
- Phim truyền hình Thiên long bát bộ năm 1997: Lý Hồng Kiệt đóng
- Thiên long bát bộ (phim truyền hình 2003): Kế Xuân Hoa